# Simasüvegű kucsmagomba
A simasüvegű kucsmagomba (Verpa conica) a kucsmagombafélék családjába tartozó, Európában és Észak-Amerikában honos, lombos- és fenyőerdőkben élő, ehető gombafaj. 

## Megjelenése
A simasüvegű kucsmagomba süvege 1,5-3 cm széles, 2-4 cm magas, gyűszű alakú, a teteje gyakran tompa és csak a csúcsán nő hozzá a tönkhöz. Széle idősen kissé kifelé ível. Felülete sima, idősen finoman ráncolt, színe világos- vagy sötétbarna.
Húsa vékony, törékeny, fehéres. Íze és szaga nem jellegzetes. 
Tönkje 3-12 cm magas és 0,5-2 cm vastag. Alakja nagyjából egyenletesen hengeres, törékeny, belseje kezdetben vattás, később üreges. Színe fehér vagy krémszínű. Felülete szemcsés.
Spórapora halvány narancssárgás. Spórája ellipszoid, sima, fala kb. 1 µm vastag, mérete 20–24 x 10–15 µm. Az aszkuszok nyolcspórásak, 200–250 x 15–25 µm-esek. 

### Hasonló fajok
A cseh kucsmagombára és a fattyú kucsmagombára hasonlíthat.  

## Elterjedése és termőhelye
Európában és Észak-Amerikában honos. Magyarországon ritka.
Lomb- és fenyőerdőben, ligeterdőben, folyó- és patakpartokon fordul elő. Áprilistól májusig terem.
Jól megfőzve ehető, nyersen emésztőrendszeri tüneteket okozhat.      

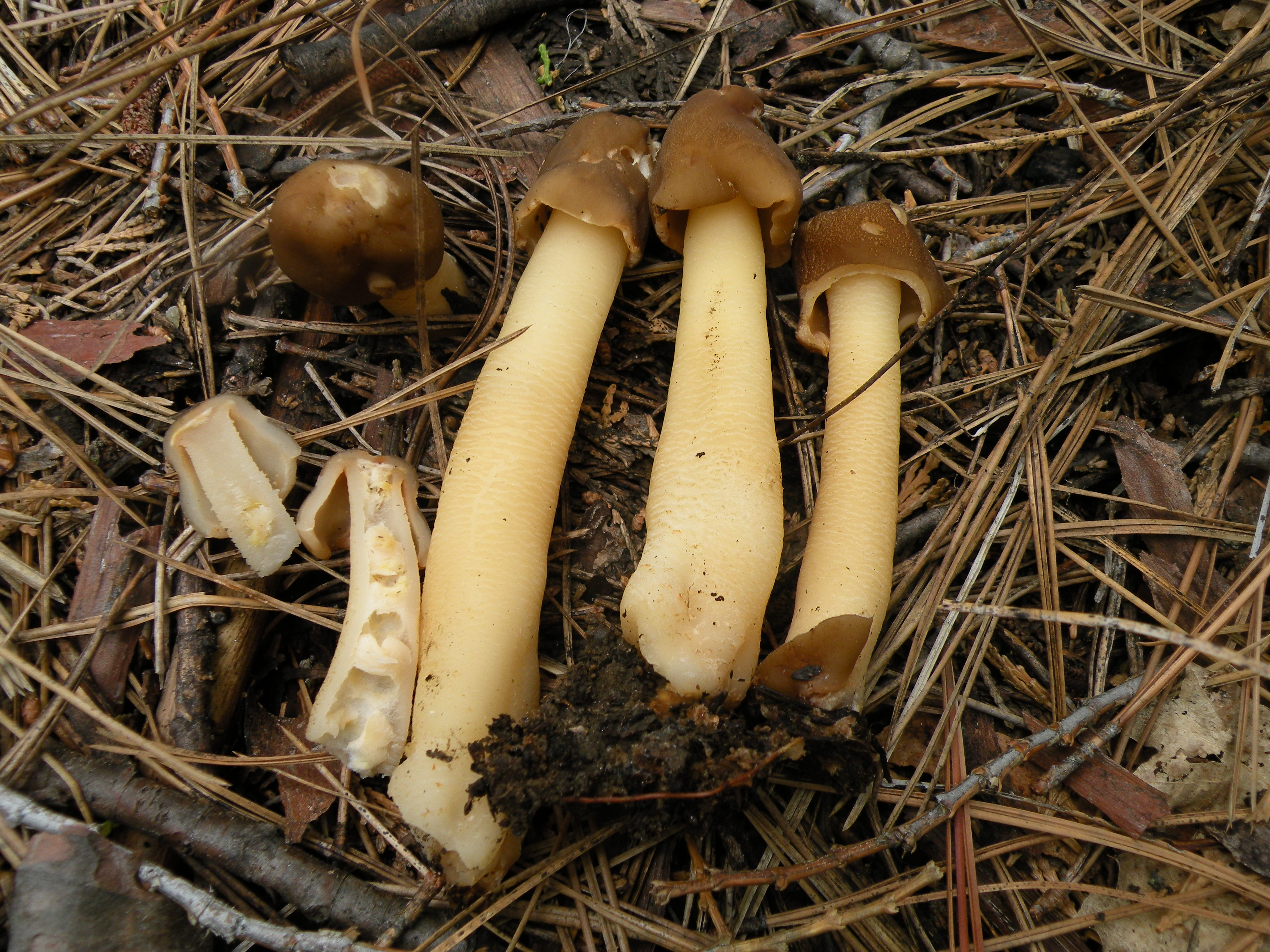
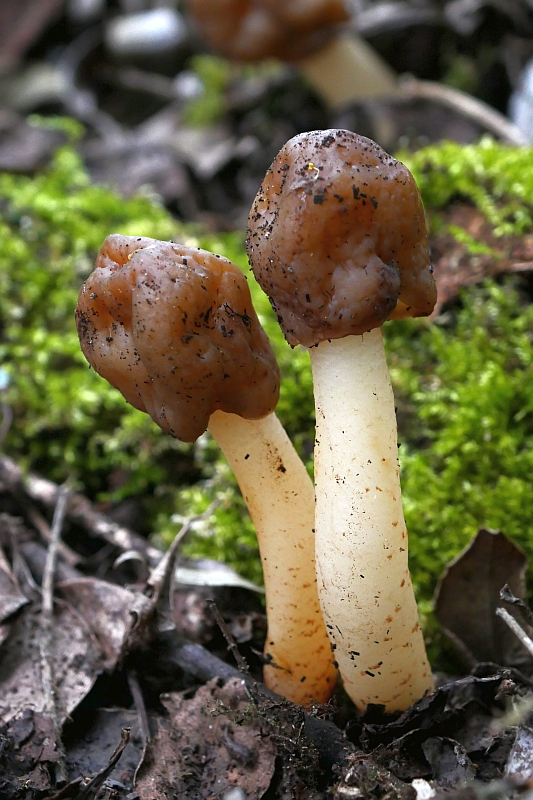
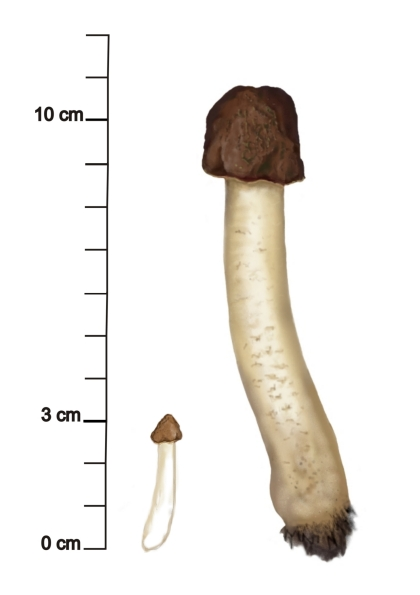
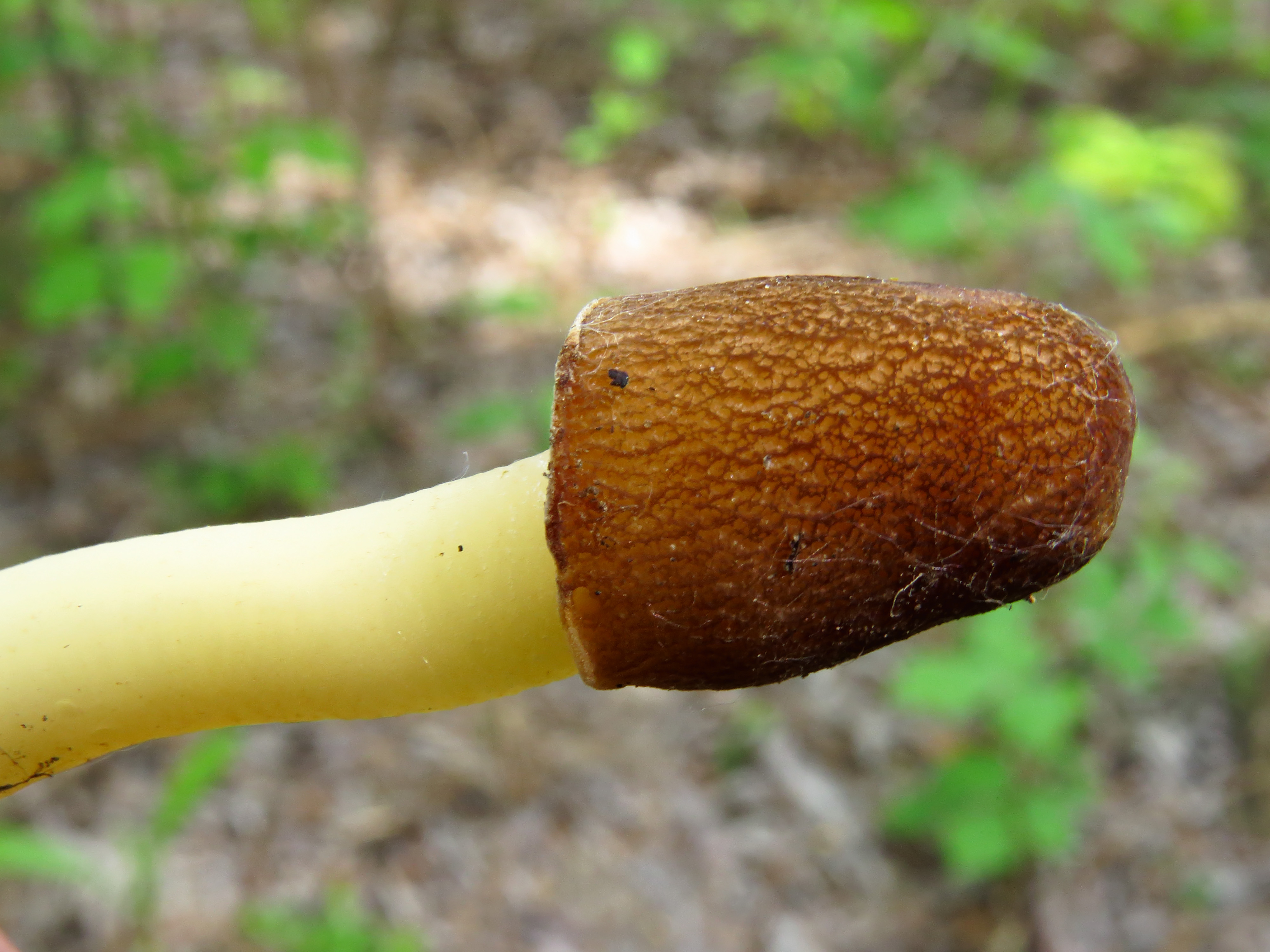
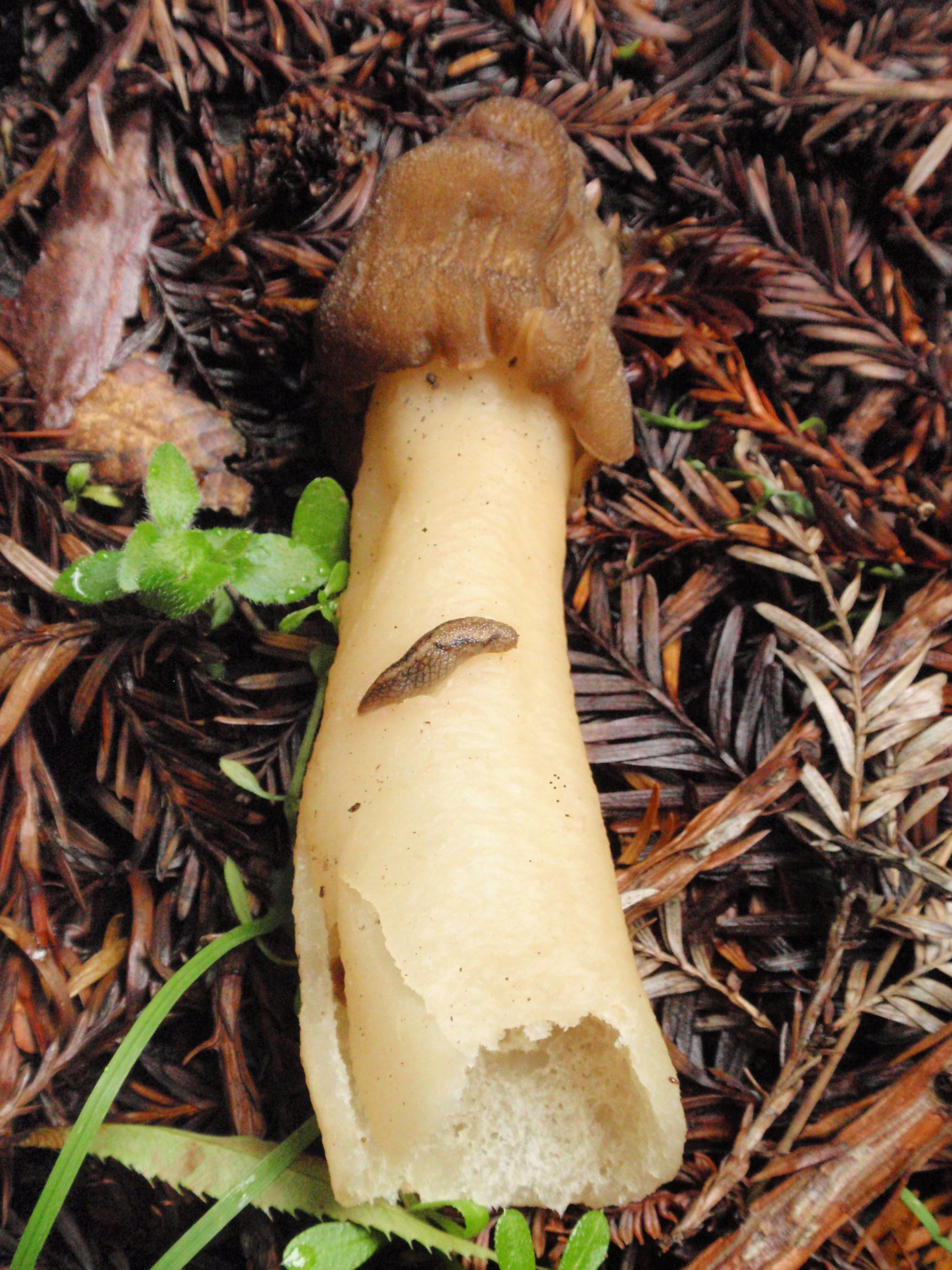